# Yerville
Yerville är en kommun i departementet Seine-Maritime i regionen Normandie i norra Frankrike. Kommunen ligger i kantonen Yerville som tillhör arrondissementet Rouen. År 2022 hade Yerville 2 658 invånare.

## Befolkningsutveckling
Antalet invånare i kommunen Yerville
| Referens: INSEE |